# Легулордаве
Легулордаве (груз. ლეგულორდავე) — село в Грузии, на территории Мартвильского муниципалитета края (мхаре) Самегрело-Верхняя Сванетия.

## География
Село находится в западной части Грузии, на правом берегу реки Чачхури (левый приток реки Техури), на расстоянии приблизительно 9 километров (по прямой) к северо-северо-западу от города Мартвили, административного центра муниципалитета.

## Население
По результатам официальной переписи населения 2014 года в Легулордаве проживало 89 человек (43 мужчины и 46 женщин). В национальной структуре населения грузины составляли 100 %.
| Год  | Население, человек |
| ---- | ------------------ |
| 2002 | 404                |
| 2014 | ↘ 89               |